# Copiphana gafsana
Copiphana gafsana là một loài bướm đêm trong họ Noctuidae.